# Rufus Hound
Rufus Hound (nacido como Robert James Blair Simpson el 6 de marzo de 1979) es un actor, comediante y presentador inglés.

## Primeros años
Hound nació el 6 de marzo de 1979, en Essex y se mudó a Surrey a la edad de siete años. Fue educado en Hoe Bridge School Woking, Frensham Heights y Godalming College, donde fue elegido representante estudiantil y construyó la estación de radio de la universidad. Después de dejar la escuela comenzó a trabajar para una agencia de relaciones públicas, pero empezó a actuar en comedia por las noches. En 2000, dejó su trabajo como ejecutivo de cuentas de Claire's Accessories para comenzar a trabajar a tiempo completo como comediante. Mientras trabajaba en el Festival de Edimburgo adoptó por primera vez el nombre artístico de 'Rufus Hound'.

## Televisión y radio
Hound presentó Destination Three, la cobertura del Festival de Glastonbury y Top of the Pops en 2005 y 2006 junto a Fearne Cotton. Presentó el idiosincrásico reality show Grime Scene Investigation en BBC Three con personal y estudiantes de la Universidad de Aston, y narró las transmisiones de Cazadores de mitos de BBC Two. También ha aparecido en muchos programas de comedia y concursos como Street Cred Sudoku y Nevermind the Buzzcocks, así como en Celebrity Juice, donde fue panelista habitual. Narró la serie Rocket Science del 2009 y apareció en The Apprentice: You're Fired! y Richard y Judy. También presentó Outtake TV en BBC1, reemplazando a Anne Robinson.
A principios de 2008, Hound apareció dos veces en Thank God You're Here de ITV en el Reino Unido, después de trabajar inicialmente como telonero. A finales del verano de 2008, Hound se unió al panel Argumental como Capitán del Equipo Azul. Hound fue el narrador de la serie de juegos Playr y presenta What Do Kids Know? en el canal Watch, propiedad de UKTV. Hound participó en Let's Dance for Sport Relief, bailando "Fight for This Love" de Cheryl Cole y ganó la final de la serie el 13 de marzo de 2010. En asociación con Flavia Cacace, Hound ganó el especial de Navidad de Strictly Come Dancing de 2013.
Hound presentó la edición del año 2000 de My Funniest Year, una mirada a un año pasado de la televisión británica, que se transmitió por el Canal 4 en septiembre de 2010. Ha sido panelista habitual en Celebrity Juice, presentado por Keith Lemon, y ha aparecido en Bright Club varias veces. En enero de 2011, Hound participó en el antiguo reality show de Channel 4 Famous and Fearless. Quedó tercero en el equipo masculino y se le conoció como "El sabueso despiadado". En 2012, Hound fue capitán del equipo de Mad Mad World.
Desde 2012 presenta un programa en BBC Radio 4 llamado My Teenage Diary, en el que los famosos hablan sobre el diario que llevaban en su adolescencia. El 22 de febrero de 2016, Hound hizo su debut como panelista en Just A Minute de BBC Radio 4 junto al habitual Paul Merton y los semi-regulares Pam Ayres y Graham Norton.
Hound interpreta una versión ficticia de sí mismo en la serie de televisión CBBC Hounded como protagonista, un presentador de televisión normal que debe frustrar constantemente los planes del Dr. Muhahaha, que planea conquistar el mundo. En 2015, Hound interpretó a Sam Swift en un episodio de la novena temporada de Doctor Who, titulado "La mujer que vivió", y apareció en la serie dramática de Channel 4 Cucumber como un personaje excéntrico llamado Rupert.
Hound contribuyó con su voz a la canción "Tazer Beam" de The Skints de su álbum FM, lanzado en marzo de 2015.
En 2016, Hound interpretó el papel de Duncan en la sexta serie de la comedia de Sky 1 Trollied.
En noviembre de 2017, Hound asumió temporalmente las responsabilidades de presentación del programa Talkradio de Iain Lee, llamado The Late Night Alternative, cuando Iain Lee se unió al elenco de la serie de 2017 de I'm a Celebrity... Get Me Out of Here!. Desde 2018 proporciona la voz de Waffle en el programa de CBeebies Waffle the Wonder Dog.
En 2021, Hound participó en la decimotercera serie de Dancing on Ice junto a su socio profesional Robin Johnstone. Se vieron obligados a retirarse de la competencia en la semana 4 después de que Hound dio positivo por COVID-19. De octubre a noviembre de 2021, Hound apareció en cuatro episodios de la telenovela Doctores de la BBC como Keith "Starbuck" Dursley.

## Cine y teatro
Hound hizo su debut como actor en la película directa a DVD Big Fat Gypsy Gangster, dirigida por Ricky Grover. También protagoniza la película de 2012 The Wedding Video.
Desde octubre de 2012 hasta febrero de 2013, Hound interpretó el papel principal de Francis Henshall en la segunda producción en gira del Teatro Nacional de One Man, Two Guvno. Tras el final de la gira, asumió el papel en la producción del West End a partir del 4 de febrero de 2013. En el verano de 2013 interpretó a Roy en la reposición de Neville's Island de Tim Firth en el Chichester Festival Theatre en el Theatre in the Park (un teatro temporal, mientras se remodelaba el teatro del Festival).
En 2014, Hound interpretó el papel de Freddie en la producción del West End de <i id="mwpw">Dirty Rotten Scoundrels</i> después de pruebas fuera de la ciudad en Manchester y Aylesbury.
A principios de 2016 interpretó el papel de Sancho Panza en la producción de Don Quijote de la Royal Shakespeare Company, adaptada por James Fenton. La producción se trasladó al Garrick Theatre en el West End de Londres durante una temporada limitada desde octubre de 2018 hasta febrero de 2019.
El 23 de abril de 2016, Hound apareció en Shakespeare Live! Desde The RSC en el Royal Shakespeare Theatre de Stratford-upon-Avon (que también fue transmitido en vivo por BBC Two) celebrando el cumpleaños y los 400 años de la muerte de William Shakespeare. Apareció como el Segundo Gángster junto a Henry Goodman interpretando 'Brush Up Your Shakespeare' del musical Kiss Me, Kate.
A finales de 2016, interpretó a Toad en el estreno mundial del nuevo musical, The Wind in the Willows en Plymouth, Salford y Southampton. En junio de 2017 repitió el papel para una transferencia del West End en el London Palladium, después de interpretar al Dr. Prentice en una reposición de Lo que vio el mayordomo de Joe Orton en el Curve Theatre, Leicester y el Theatre Royal Bath en marzo de 2017.
En abril de 2018, regresó al Chichester Festival Theatre para interpretar a Garry Essendine en una reposición de Present Laughter de Noël Coward. Desde junio de 2018 interpretó a Billings/Ray en Dusty - The Dusty Springfield Musical en una gira por el Reino Unido.
Ha interpretado el papel de Constant en la producción de The Provoked Wife de John Vanbrugh de la Royal Shakespeare Company y regresó al RSC durante el invierno de 2019 para interpretar al papá de Dennis en el nuevo musical <i id="mw1g">The Boy in the Dress</i>, basado en el libro de David Walliams.
En marzo de 2020, debía interpretar el papel de Hugo/Loco Chanelle en la producción del West End de Everybody's Talking About Jamie, antes de la suspensión de actuaciones debido a COVID-19. Durante noviembre y diciembre de 2020 interpretó a Buttons en la pantomima para adultos Cinderella: A Socially Distanced Ball en el Turbine Theatre (en la Battersea Power Station), escrita por Jodie Prenger y Neil Hurst.
En 2021, interpretó a Tom Good en la gira británica de <i id="mw5Q">The Good Life</i> basada en la comedia de la BBC. También hizo su segunda aparición en pantomima como Abanazar en Aladdin en el New Theatre Peterborough durante la Navidad de 2021. 
| Año     | Título                                    | Personaje                            | Avenida                                                                      |
| ------- | ----------------------------------------- | ------------------------------------ | ---------------------------------------------------------------------------- |
| 2012    | Utopia                                    |                                      | Soho Theatre                                                                 |
| 2012-13 | One Man, Two Guvnors                      | Francis Henshall                     | Gira en Reino Unido y Theatre Royal Haymarket                                |
| 2013    | Neville's Island                          | Roy                                  | Theatre in the Park (Chichester Festival Theatre)                            |
| 2014    | <i id="mwAQ0">Dirty Rotten Scoundrels</i> | Freddy Benson                        | Manchester Opera House, Aylesbury Waterside Theatre y Teatro Savoy           |
| 2015    | <i id="mwARc">The War of the Roses</i>    | Bedford/Bolingbroke/Jack Cade/Rivers | Rose Theatre, Kingston                                                       |
| 2016    | Don Quijote                               | Sancho Panza                         | Swan Theatre, Stratford-upon-Avon                                            |
| 2016    | Shakespeare Live! From the RSC            | Second Gangster                      | Royal Shakespeare Theatre, Stratford-upon-Avon                               |
| 2016    | <i id="mwATA">The Wind in the Willows</i> | Toad                                 | Theatre Royal, Plymouth, The Lowry, Salford y Mayflower Theatre, Southampton |
| 2017    | Lo que vio el mayordomo                   | Dr Prentice                          | Curve, Leicester and Theatre Royal, Bath                                     |
| 2017    | <i id="mwAUM">The Wind in the Willows</i> | Toad                                 | London Palladium                                                             |
| 2018    | Present Laughter                          | Garry Essendine                      | Chichester Festival Theatre                                                  |
| 2018    | Dusty - The Dusty Springfield Musical     | Billings / Ray                       | Gira en Reino Unido                                                          |
| 2018-19 | Don Quijote                               | Sancho Panza                         | Garrick Theatre                                                              |
| 2019    | The Provoked Wife                         | Constant                             | Swan Theatre, Stratford-upon-Avon                                            |
| 2019-20 | <i id="mwAWs">The Boy in the Dress</i>    | Papá de Dennis                       | Royal Shakespeare Theatre, Stratford-upon-Avon                               |
| 2020    | Cinderella: A Socially Distanced Ball     | Buttons                              | Turbine Theatre                                                              |
| 2021    | <i id="mwAXo">The Good Life</i>           | Tom Good                             | Gira en Reino Unido                                                          |
| 2021    | Aladdin                                   | Abanazar                             | New Theatre Peterborough                                                     |

## Política
Hound hizo campaña a favor de los liberal demócratas en las elecciones generales de 2010. Posteriormente declaró su apoyo al Partido Laborista. En un episodio de The Jonathan Ross Show, que se emitió el 25 de enero de 2014, Hound anunció sus planes de postularse como miembro del Parlamento Europeo por el partido en el distrito electoral de Londres. Hound fue el quinto candidato en la lista del Partido de Acción Nacional por la Salud, que quedó noveno, recibiendo 23.253 votos.
Hound ha hecho declaraciones críticas contra figuras del Partido Conservador como David Cameron y Jeremy Hunt.
En agosto de 2015, Hound respaldó la campaña de Jeremy Corbyn en las elecciones de liderazgo del Partido Laborista. Tuiteó: "Entiendo tu forma de pensar, pero Corbyn = alternativa. Los demás = políticas conservadoras infligidas con ojos de mea culpa". En julio de 2016, también apoyó a Corbyn después de renuncias masivas de su gabinete y un desafío al liderazgo. Actuó de stand-up en el "evento Keep Corbyn" en Kentish Town.

## Teoría de la conspiración sobre el atentado del Manchester Arena
En mayo de 2017, Hound escribió una serie de tweets sobre el atentado del Manchester Arena, en los que insinuaba que el ataque era una operación de bandera falsa diseñada para ayudar al Partido Conservador en las próximas elecciones generales, comparándolo con el incendio del Reichstag alemán de 1933. Los comentarios fueron ampliamente condenados: lo compararon con los teóricos de la conspiración más veraces del 11 de septiembre y lo acusaron de insensibilidad hacia las víctimas del ataque; más tarde emitió una disculpa integral a través de las redes sociales.

## Vida personal
Hound vive en Hampton, Londres.
En abril de 2007, Hound se casó en la Little White Wedding Chapel en Las Vegas Strip, Nevada, con Beth Johnson, a quien había conocido en el Reading Festival el año anterior. Tienen dos hijos juntos, Alby e Hilda Hound. Se separaron a partir de abril de 2020. Desde entonces, Rufus ha estado vinculado sentimentalmente con la actriz Sally Hodgkiss.